# Karany
Karany – grupa organicznych związków chemicznych. Są to terpeny będące pochodnymi karanu.
Sam karan nie występuje naturalnie, natomiast jego nienasycone analogi: 3-karen (dawniej Δ3-karen) i 2-karen (dawniej Δ4-karen) są powszechne. Występują w olejku sosnowym i w innych. Znaleziono oba enancjomery 3-karenu i jeden izomer 2-karenu.

Struktury izomerów karanu i karenu
Karan (izomer trans)
Karan (izomer cis)
(±)-2-Karen
(±)-3-Karen
(±)-4-Karen

Obok pinenu należą do głównych składników lotnych wydzielin roślin iglastych. (+)-2-Karen występuje w olejku ze słodkiej trawy Andropogon himalayenensis, (+)-3-karen w olejku tropikalnej sosny Pinus longifolia oraz w niektórych gatunkach jodeł, cytrusów i jałowców, a (–)-3-karen w sośnie zwyczajnej oraz w olejku z korzeni galangalu większego i cedru himalajskiego.